# Lengyel női kézilabda-bajnokság (első osztály)
Az Ekstraklasa a legmagasabb osztályú lengyel női kézilabda-bajnokság. A bajnokságot 1939 óta rendezik meg. Jelenleg tíz csapat játszik a bajnokságban, a legeredményesebb klub az MKS (SPR) Lublin, a címvédő a Zagłębie Lubin.

## Nagypályás bajnokságok
| Év   | 1. hely               | 2. hely               | 3. hely           |
| ---- | --------------------- | --------------------- | ----------------- |
| 1953 | AZS Warszawa          | Górnik Świętochłowice | Budowlani Chorzów |
| 1954 | Górnik Świętochłowice | Stal Chorzów          | Budowlani Gogolin |
| 1955 | Górnik Świętochłowice | Stal Chorzów          | Budowlani Gogolin |
| 1956 | Cracovia Kraków       | Budowlani Gogolin     | Stal Chorzów      |
| 1957 | Stal Chorzów          | Cracovia Kraków       |                   |
| 1958 | AKS Chorzów           | Cracovia Kraków       |                   |
| 1959 | Cracovia Kraków       |                       |                   |
| 1960 | —                     |                       |                   |
| 1961 | Cracovia Kraków       |                       |                   |
| 1962 | Cracovia Kraków       | Ruch Chorzów          | Stal Zawadzkie    |
| 1963 | Odra Opole            | Ruch Chorzów          | Włókniarz Łącznik |

## Kispályás bajnokságok
| Év   | 1. hely          | 2. hely              | 3. hely                   |
| ---- | ---------------- | -------------------- | ------------------------- |
| 1939 | Znicz Łódź       | AZS Warszawa         | Wima Łódź                 |
| 1940 | —                |                      |                           |
| 1941 | —                |                      |                           |
| 1942 | —                |                      |                           |
| 1943 | —                |                      |                           |
| 1944 | —                |                      |                           |
| 1945 | —                |                      |                           |
| 1946 | Zryw Łódź        | AZS Warszawa         | Zjednoczone Łódź          |
| 1947 | Zryw Łódź        | Cracovia Kraków      | Dziewiarski KS Łódź       |
| 1948 | SKS Warszawa     | Cracovia Kraków      | MKS Częstochowa           |
| 1949 | Chemia Łódź      | Spójnia Warszawa     | Cracovia Kraków           |
| 1950 | SKS Warszawa     | Związkowiec Łódź     | Stal Chorzów              |
| 1951 | Unia Łódź        | Ogniwo Kraków        | Stal Chorzów              |
| 1952 | Unia Łódź        | Stal Chorzów         | Ogniwo Kraków             |
| 1953 | —                |                      |                           |
| 1954 | —                |                      |                           |
| 1955 | Stal Chorzów     | Cracovia Kraków      | AZS Warszawa              |
| 1956 | Stal Chorzów     | Budowlani Gogolin    | Cracovia Kraków           |
| 1957 | Cracovia Kraków  | Stal Chorzów         | Sośnica Gliwice           |
| 1958 | Cracovia Kraków  | Budowlani Gogolin    | Wybrzeże Gdańsk           |
| 1959 | AZS Katowice     | Cracovia Kraków      | Włókniarz Łącznik         |
| 1960 | Cracovia Kraków  | AKS Chorzów          | Ruch Chorzów              |
| 1961 | Cracovia Kraków  | Ruch Chorzów         | AZS Katowice              |
| 1962 | Ruch Chorzów     | Cracovia Kraków      | AZS Warszawa              |
| 1963 | Ruch Chorzów     | Cracovia Kraków      | AZS Warszawa              |
| 1964 | Ruch Chorzów     | Sośnica Gliwice      | Start Gdańsk              |
| 1965 | Sośnica Gliwice  | Cracovia Kraków      | Ruch Chorzów              |
| 1966 | Sośnica Gliwice  | Ruch Chorzów         | Cracovia Kraków           |
| 1967 | Cracovia Kraków  | Sośnica Gliwice      | AZS Wrocław               |
| 1968 | AZS Wrocław      | Cracovia Kraków      | Azoty Chorzów             |
| 1969 | AZS Wrocław      | Cracovia Kraków      | Azoty Chorzów             |
| 1970 | Otmęt Krapkowice | Cracovia Kraków      | Sośnica Gliwice           |
| 1971 | Otmęt Krapkowice | Pogoń Szczecin       | Sośnica Gliwice           |
| 1972 | Sośnica Gliwice  | Otmęt Krapkowice     | AZS Wrocław               |
| 1973 | Ruch Chorzów     | AZS Wrocław          | Otmęt Krapkowice          |
| 1974 | Ruch Chorzów     | AZS Wrocław          | Otmęt Krapkowice          |
| 1975 | Ruch Chorzów     | AZS Wrocław          | Skra Warszawa             |
| 1976 | AZS Wrocław      | Ruch Chorzów         | Skra Warszawa             |
| 1977 | Ruch Chorzów     | Skra Warszawa        | AZS Wrocław               |
| 1978 | Ruch Chorzów     | Skra Warszawa        | AZS Wrocław               |
| 1979 | AZS Wrocław      | Ruch Chorzów         | Skra Warszawa             |
| 1980 | Ruch Chorzów     | AZS Wrocław          | AKS Chorzów               |
| 1981 | AKS Chorzów      | AZS Katowice         | AZS Wrocław               |
| 1982 | AKS Chorzów      | AZS Wrocław          | Ruch Chorzów              |
| 1983 | Pogoń Szczecin   | AZS Katowice         | AZS Wrocław               |
| 1984 | AZS Wrocław      | Pogoń Szczecin       | Cracovia Kraków           |
| 1985 | Cracovia Kraków  | Skra Warszawa        | Pogoń Szczecin            |
| 1986 | Pogoń Szczecin   | Cracovia Kraków      | Ślęza Wrocław             |
| 1987 | Cracovia Kraków  | AZS Wrocław          | Pogoń Szczecin            |
| 1988 | AKS Chorzów      | Cracovia Kraków      | Start Gdańsk              |
| 1989 | AZS Wrocław      | Pogoń Szczecin       | Cracovia Kraków           |
| 1990 | AZS Wrocław      | Pogoń Szczecin       | GKS Piotrcovia            |
| 1991 | Pogoń Szczecin   | Start Elbląg         | AKS Chorzów               |
| 1992 | Start Elbląg     | AZS Wrocław          | GKS Piotrcovia            |
| 1993 | GKS Piotrcovia   | AZS Wrocław          | Start Elbląg              |
| 1994 | Start Elbląg     | GKS Piotrcovia       | Sośnica Gliwice           |
| 1995 | MKS Lublin       | Zagłębie Lubin       | GKS Piotrcovia            |
| 1996 | MKS Lublin       | Sośnica Gliwice      | Zagłębie Lubin            |
| 1997 | MKS Lublin       | Start Elbląg         | JKS Jarosław              |
| 1998 | MKS Lublin       | GKS Piotrcovia       | Start Elbląg              |
| 1999 | MKS Lublin       | Sośnica Gliwice      | Start Elbląg              |
| 2000 | MKS Lublin       | Zagłębie Lubin       | Start Elbląg              |
| 2001 | MKS Lublin       | Sośnica Gliwice      | Zagłębie Lubin            |
| 2002 | MKS Lublin       | Zagłębie Lubin       | AZS Gdańsk                |
| 2003 | MKS Lublin       | MMKS Piotrcovia      | AZS Gdańsk                |
| 2004 | AZS AWFiS Gdańsk | KS Bystrzyca Lublin  | Jelfa Jelenia Góra        |
| 2005 | SPR Lublin       | AZS AWFiS Gdańsk     | Jelfa Jelenia Góra        |
| 2006 | SPR Lublin       | Zagłębie Lubin       | AZS AWFiS Gdańsk          |
| 2007 | SPR Lublin       | MKS Piotrcovia       | Zagłębie Lubin            |
| 2008 | SPR Lublin       | AZS AWFiS Gdańsk     | Zagłębie Lubin            |
| 2009 | SPR Lublin       | Zagłębie Lubin       | MKS Piotrcovia            |
| 2010 | SPR Lublin       | Zagłębie Lubin       | Łączpol Gdynia            |
| 2011 | Zagłębie Lubin   | SPR Lublin           | Łączpol Gdynia            |
| 2012 | Łączpol Gdynia   | Zagłębie Lubin       | SPR Lublin                |
| 2013 | SPR Lublin       | Zagłębie Lubin       | AZS Politechnika Koszalin |
| 2014 | MKS Lublin       | Zagłębie Lubin       | Łączpol Gdynia            |
| 2015 | MKS Lublin       | Łączpol Gdynia       | Pogoń Szczecin            |
| 2016 | MKS Lublin       | Pogoń Szczecin       | Łączpol Gdynia            |
| 2017 | Łączpol Gdynia   | Zagłębie Lubin       | Start Elbląg              |
| 2018 | MKS Lublin       | Zagłębie Lubin       | AZS Koszalin              |
| 2019 | MKS Lublin       | Zagłębie Lubin       | AZS Koszalin              |
| 2020 | MKS Lublin       | Zagłębie Lubin       | KPR Gminy Kobierzyce      |
| 2021 | Zagłębie Lubin   | KPR Gminy Kobierzyce | MKS Lublin                |
| 2022 | Zagłębie Lubin   | MKS Lublin           | KPR Gminy Kobierzyce      |
| 2023 | Zagłębie Lubin   | MKS Lublin           | KPR Gminy Kobierzyce      |
| 2024 | Zagłębie Lubin   | KPR Gminy Kobierzyce | MKS Lublin                |
| 2025 | Zagłębie Lubin   | MKS Lublin           | KPR Gminy Kobierzyce      |

## Lásd még
- Lengyel férfi kézilabda-bajnokság (első osztály)